# Беренгар I
Беренга́р I  (Беренга́рий Фриу́льский; итал. Berengario, лат. Berengarius; 850 — 7 апреля 924) — маркграф Фриуля с 874 года, король Италии с 888 года, последний император Запада с 916 года, сын герцога Эбергарда Фриульского и Гизелы, дочери Людовика I Благочестивого.
Беренгар Фриульский получил маркграфство Фриуль в 874 году после смерти старшего брата Унроша. Это маркграфство занимало территорию по левым берегам рек Адда и По, столицей его был город Верона. Беренгар сохранял за собой титул и владение до конца своей жизни, несмотря на то, что в течение пятидесяти лет являлся одним из главных участников политической борьбы в Итальянском королевстве и часто оказывался прямым соперником его королей и императоров Запада.

## Биография

### Правление

Каролингская Европа в 888 году

Каролингская Европа в 898 году

Посткаролингская Европа в 915 году

После смерти в 875 году короля Италии и императора Запада Людовика II, не оставившего наследников, Беренгар был сторонником того, чтобы престол получил представитель восточно-франкской ветви дома Каролингов, а когда престол достался представителю западно-франкской ветви, стал в оппозицию Карлу II Лысому. Когда в 878 году итальянский престол занял, наконец, представитель восточно-франкской ветви — сначала Карломан, а в 880 году Карл III Толстый, — Беренгар стал одним из его ближайших соратников.
Когда после свержения в ноябре 887 года Карла III Толстого вновь разгорелась борьба за итальянскую корону и корону императора Запада, Беренгар был одним из реальных претендентов. Главным и практически единственным его соперником в то время являлся Гвидо Сполетский. Тот сначала предпочёл побороться за корону во Франции, а когда потерпел там фиаско и вернулся в 888 году в Италию, Беренгар был уже избран королём Италии. Беренгар добивался также и императорской короны, но переговоры об этом затянулись.
На императорскую корону притязал в то же время и германский король Арнульф Каринтийский. Он сумел подчинить себе королей Прованса и Верхней Бургундии. На очереди был король Италии. Арнульф вошёл в Италию, когда между Беренгаром и Гвидо шло вооружённое противостояние. На тот момент времени Арнульф ограничился принятием вассальной присяги от Беренгара, после чего вернулся в Германию.
В возобновившейся после ухода Арнульфа борьбе соперник Беренгара добился коронации себя королём Италии и императором. Беренгар, однако, от королевского престола отрешён не был, и в Италии, таким образом, стало фактически два короля. Правда, власть Беренгара оказалась ограничена пределами его маркграфства. Сюзеренитет Арнульфа ограждал Беренгара от притязаний Гвидо, и в своём владении Беренгар остался безраздельным хозяином.
В политической борьбе, возобновившейся после смерти Гвидо Сполетского в 894 году, Арнульф оттеснил Беренгара не только от императорской короны, но и от власти в Италии, хотя королём Италии Арнульф не избирался. После того как весной 896 года Арнульф тяжело заболел, а Ламберт, сын и наследник Гвидо Сполетского, осенью того же года погиб в результате несчастного случая на охоте, Беренгар стал единственным правителем Италии. Эта его власть, правда, не распространилась на Сполетское герцогство, как до этого не распространялась на Фриульское маркграфство власть Гвидо и его сына Ламберта. Фактически не распространялась власть всех итальянских королей также на маркграфство Тоскана. То есть вся борьба за итальянскую корону фактически являлась борьбой за власть над Ломбардией — северо-западной частью Италии.
Когда в конце IX века в Центральную Европу вторглись венгры, Беренгар не сумел организовать эффективную оборону против их набега на Северную Италию и 24 сентября 899 года потерпел поражение на реке Брента. Хотя вина за это не могла быть возложена всецело на одного лишь Беренгара, итальянские феодалы воспользовались случившимся, чтобы избрать другого короля. В своих расчётах они остановились на Людовике III, короле Прованса (Нижней Бургундии), внуке по женской линии Людовика II Итальянского.
12 октября 900 года в Павии Людовик Прованский был официально провозглашён королём Италии, а 22 февраля 901 в Риме был коронован императором.
После того как новый император тоже не сумел дать отпор нашествию венгров, Беренгар открыто выступил против нового своего соперника. Людовик проиграл первое же сражение и немедленно согласился дать клятву, что навсегда уйдёт из Италии.
Чтобы обезопасить Северную Италию от опустошительных набегов венгров, Беренгар решил, во-первых, заключить с ними мир на условии выплаты ежегодной дани, и, во-вторых, развернул строительство оборонительных сооружений. В числе прочих был основан замок Барди. Всё это требовало расходов не только от простого народа, но и от светских владык и духовенства. Не желая платить, те попросили Людовика III Прованского вернуться. Нарушив данную несколько лет назад клятву Беренгару, Людовик снова явился в Павию. Более того, в это раз в руки Людовика попала и дорогая сердцу Фриульского маркграфа Верона.
Не сразу, но Беренгар сформировал войско из верных и хорошо вооружённых своих сторонников, усилил его баварскими наёмниками и подошёл к Вероне. Он сумел схватить Людовика. Беренгар часто проявлял милосердие к своим противникам, редко прибегал к жестоким наказаниям, но Людовик вернулся в Италию клятвопреступником, и за это Беренгар приказал его ослепить.
После окончательного изгнания из Италии Людовика III Слепого в Итальянском королевстве около двух десятилетий царило относительное внутреннее спокойствие, и Беренгар правил практически беспрепятственно. Его реальная власть за пределами его собственного маркграфства понемногу росла, и он снова стал пытаться получить титул императора, хотя большой практической ценности этот титул в то время уже не имел. Стремление Беренгара к императорскому титулу находило понимание и поддержку римских пап — со времени Карла Великого действовало соглашение, что император обязан быть защитником Святого Престола. Из-за крайней политической нестабильности в Риме в тот период, эти хлопоты растянулись на десять лет. Только когда в 914 году папой стал Иоанн Х, и обстановка в Риме несколько успокоилась, и когда в 915 году умер маркграф Тосканы Адальберт II, бывший политическим противником Беренгара ещё с 888 года, смогла, наконец, состояться коронация Беренгара в качестве императора Запада.
Когда Беренгар получил императорскую корону, ему было не менее 60 лет. Остротой ума, волей, яркостью своей личности новый император уступал своим предшественникам Гвидо и Ламберту. В сравнении с ними Беренгар прилагал мало усилий для решения внутренних государственных проблем. Он был достаточно силён, чтобы не быть марионеткой крупных феодалов, но не достаточно, чтобы подчинить большинство из них своей воле. И у тех по-прежнему было достаточно причин, чтобы желать видеть на королевском престоле кого-нибудь другого. Как двадцать лет назад они призвали чужеземного короля из Прованса, так же и теперь они обратились к иностранцу — Рудольфу II, королю Верхней Бургундии.
Хоть Беренгар и проведал про новый заговор, его чрезмерное великодушие в отношении попавших к нему в плен участников заговора довело до того, что Рудольф II Бургундский в конце 921 года всё-таки появился в Италии и получил королевскую корону.
Всегда в таких случаях Беренгар сохранял верность новому королю-сопернику, лишь дожидаясь своего часа. Такой час пришёл и в этот раз — весной 923 года против Рудольфа поднялся мятеж, и мятежники обратились к императору Беренгару с просьбой защитить их от нового короля. В этот раз только чудо спасло Беренгара от смерти в бою.
Великодушие, в очередной раз проявленное к участнику очередного заговора, стоило Беренгару жизни — на рассвете 7 апреля 924 года он был убит во время молитвы в церкви.

### Семья
Беренгар I был женат на Бертилле из рода Суппонидов (умерла между 911 и 915 годом). Их дочь Гизела (ок. 880/885 — 13 июня 910/26 января 913) стала супругой маркграфа Ивреи Адальберта I и матерью маркграфа Ивреи с 923/924 года и короля Италии в 950—964 годах Беренгара II (ок. 900 — 6 июля 966).